# Sophie Freud
Miriam Sophie Freud (Viena, 6 de agosto de 1924 - Lincoln, Massachusetts, 3 de junio de 2022) fue una trabajadora social, educadora, científica social y escritora austriaca estadounidense. Nieta de Sigmund Freud, fue una crítica del psicoanálisis, cuyos aspectos describió como "indulgencia narcisista". Sus críticas a las doctrinas psicoanalíticas del mayor de los Freud la convirtieron en la "oveja negra" de la familia. Ella fue testigo de cómo todas sus parientes femeninas, incluidas su madre y su tía Anna, se veían afectadas negativamente por las dañinas afirmaciones de Sigmund sobre las mujeres y sus experiencias internas.

## Educación y primeros años
Freud nació en Viena (Austria) y se crio en lo que su madre, Ernestine "Esti" Drucker Freud (de) (1896-1980), logopeda, denominaba un gueto judío de clase alta. Su padre, el abogado Jean Martin Freud (1889-1967), era el hijo mayor de Sigmund Freud. Más tarde fue director de la editorial psicoanalítica de Freud. Sophie tenía un hermano mayor, Walter (1921-2004).
Freud huyó de Viena cuando la ciudad se encontraba bajo la influencia de los nazis. A partir de 1942, comenzó a vivir en Boston, Estados Unidos, y asistió al Radcliffe College para obtener su licenciatura en humanidades, para finalmente graduarse en 1946. Más tarde, estudió en la Escuela de Trabajo Social de la Universidad de Simmons y se graduó con un máster en Trabajo Social en 1948 antes de obtener un doctorado en Bienestar Social de la Universidad de Brandeis en 1970.

## Carrera
A continuación, Freud dio clases en el Simmons College, además de dedicar tiempo a enseñar trabajo social en Canadá y en otros países de Europa. A continuación, escribió un libro titulado Vivir a la sombra de la familia Freud para su madre, que se publicó en Alemania como A la sombra de la familia Freud: Mi madre vive el siglo XX. También escribió Mis tres madres y otras pasiones. Apareció en la película de 2003 Vecinos: Freud y Hitler en Viena, en la que declaró: "A mis ojos, tanto Adolf Hitler como mi abuelo fueron falsos profetas del siglo XX"
Freud fue editora de reseñas de libros en el American Journal of Psychotherapy.

### Investigación
Uno de los principales objetivos de la investigación de Freud, junto con sus actividades de trabajo social, fue reinvertir el trabajo de su abuelo en relación con las mujeres y el narcisismo. En los años 70, realizó encuestas a mujeres sobre sus "pasiones" y las cosas que sentían con fuerza, demostrando que Sigmund Freud se equivocaba al afirmar que solo los hombres tienen "verdadera pasión".

## Vida personal
Freud fue la última nieta superviviente de Sigmund Freud. Durante el último año de la vida de este último, cuando ella tenía quince años, le visitaba todos los domingos durante 15 minutos. Fue una feminista que impulsó los derechos de la mujer en el mundo académico y luchó contra la presunción de que una mujer que se quedara embarazada no podría continuar con la educación o, en su caso, con las actividades profesionales de trabajo social.
Freud se casó con Paul Loewenstein (1921-1992) en 1945; la pareja tuvo tres hijos. Se divorciaron en 1985 y Freud volvió a utilizar su apellido de soltera. El 3 de junio de 2022, Freud murió de cáncer de páncreas en su casa de Lincoln, Massachusetts.